# 림보 (2021년 영화)
림보(智齒, Limbo)는 중국에서 제작된 정 바오루이 감독의 2021년 영화이다. 임가동 등이 주연으로 출연하였다.

## 출연

### 주연
- 임가동 : 참 라우 역
- 류아슬 : 왕토 역
- 메이슨 리 : 윌 렌 역
- 이케우치 히로유키 : 야마다 역

### 조연
- 심진헌 : 보스 스파크 역
- 요자여 : 코코 역
- 진한나 : 윌의 아내 역

## 제작진
- 음향: 노파와트 리키퉝
- 미술: 맥국강